# 프로이센 동방철도

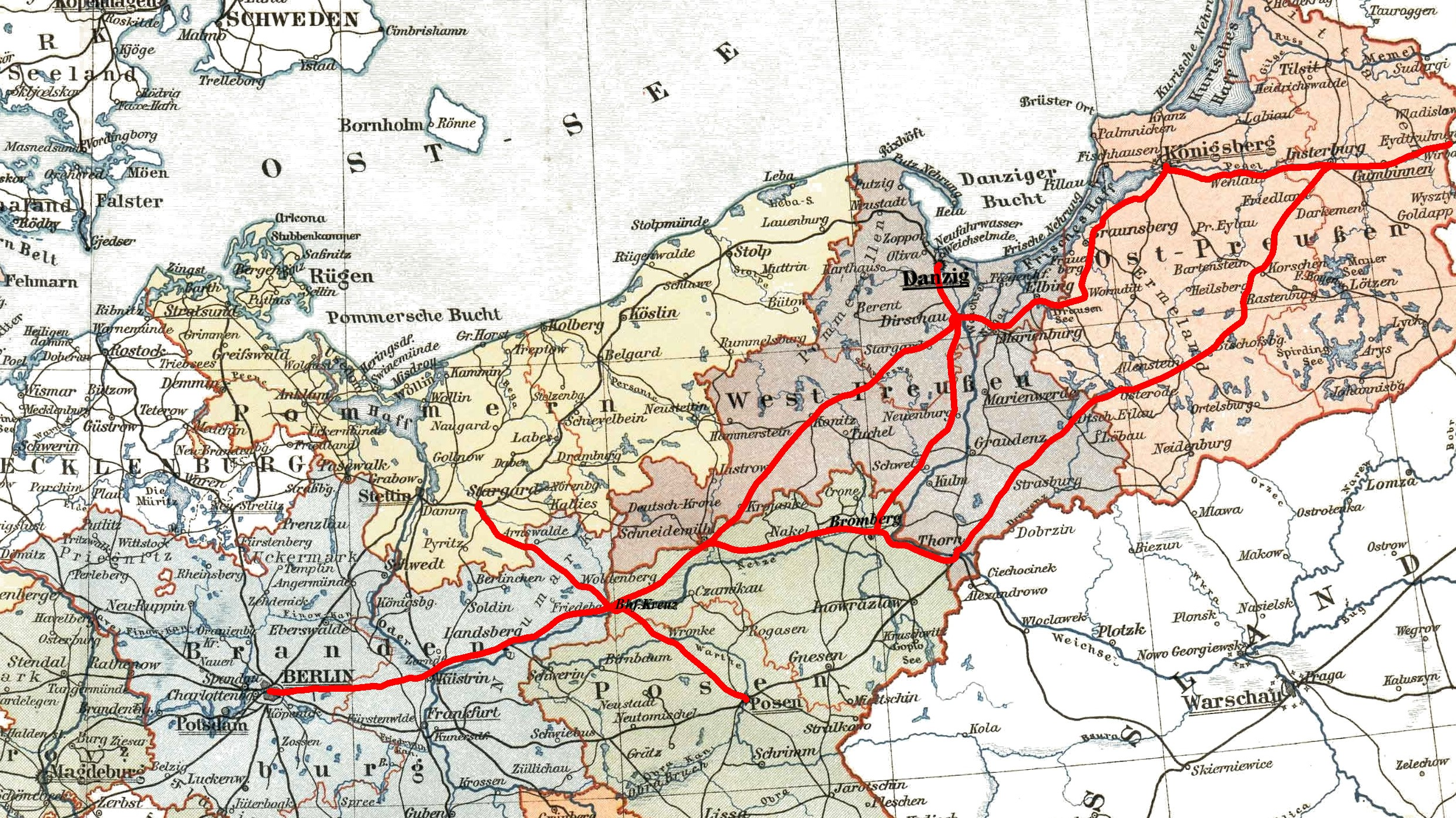
프로이센 동방철도 노선. 1905년

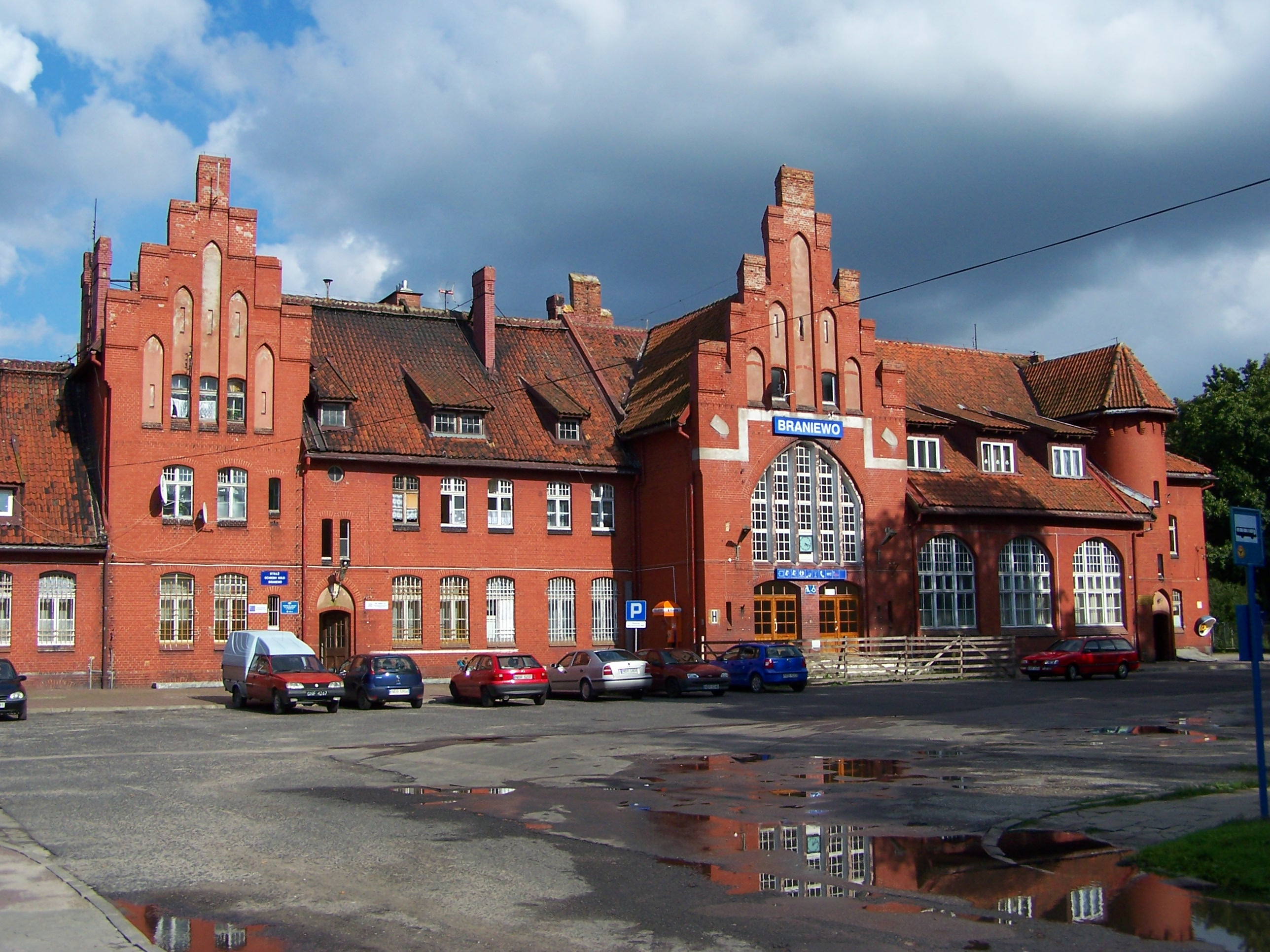
동프로이센 서부의 브라운스베르크(Braunsberg)역. 지금은 러시아와 폴란드의 국경도시 브라니에보(Braniewo)이다.

프로이센 동방철도(普魯西 東方鐵道, 독일어: Preußische Ostbahn)는 1918년까지 프로이센 왕국의 동부에 있었던 철도노선이다. 주 노선의 연장(延長)길이는 740km에 달했으며, 베를린~단치히~쾨니히스베르크를 거쳐 러시아 제국과의 국경도시인 아이트쿠넨(Eydtkuhnen)을 잇는 노선이었다. 1851년에 부분개통되어 아이트쿠넨까지는 1860년에 개통하였다.
제 1차 세계대전의 결과 동프로이센 지방이 월경지가 된 이후에도, 프로이센 동방철도는 동프로이센과 독일 본토를 잇는 통로가 되었다. 1945년 1월 22일 쾨니히스베르크에서 베를린으로 가는 마지막 열차가 달린 것을 마지막으로 프로이센 동방철도는 더 이상 이어지지 못했다.